# Parallelia senex
Parallelia senex är en fjärilsart som beskrevs av Walker 1858. Parallelia senex ingår i släktet Parallelia och familjen nattflyn. Inga underarter finns listade i Catalogue of Life.